# Iván Alejo Peralta
Iván Alejo Peralta (Valladolid, 10 de febrer de 1995) és un futbolista castellanolleonès que juga com a migcampista pel Reial Valladolid.

## Carrera de club
Alejo va ingressar al planter de l'Atlètic de Madrid el 2011 des del Reial Valladolid. Va debutar com a sènior amb l'Atlètic de Madrid C el 2014, a Tercera Divisió.
Alejo fou promocionat a l'equip B a Segona Divisió B el juliol de 2014. Després que l'equip descendís, va signar contracte amb un altre filial, el Vila-real CF B també de Segona B.
El 19 de juliol de 2016, Alejo va signar contracte per dos anys amb l'AD Alcorcón de la Segona Divisió. Va debutar com a professional el 20 d'agost, entrant com a substitut a la segona part en lloc de Sergio Aguza en un empat 0–0 a casa contra la SD Huesca.
Alejo va marcar el seu primer gol com a professional el 13 de maig de 2017, el primer en una victòria per 2–0 a casa contra el Rayo Vallecano, tot i que va ser expulsat només un minut després. El 14 de juny, després d'haver ajudat l'equip madrileny a evitar el descens, va signar contracte per quatre anys amb la SD Eibar.
Alejo va debutar a La Liga el 21 d'agost de 2017, tot substituint el golejador Charles en una victòria per 1–0 a fora contra el Màlaga CF. Va marcar el seu primer gol a la categoria el 3 de desembre, el segon del seu equip en una victòria a casa per 3–1 contra el RCD Espanyol.
El 26 de juliol de 2018, Alejo va signar contracte per cinc anys amb el Getafe CF de la primera divisió espanyola. El següent 31 de gener, deprés que hagués jugat poc, fou cedit al Màlaga CF de segona divisió, fins al final de la temporada.
El 30 d'agost de 2019, Alejo va fitxar pel Cadis CF de segona divisió, cedit per un any, fins al final de la temporada. El següent 22 de juliol, després d'haver ascendit de categoria, el club va exercir la clàusula de compra obligatòria i hi va signar contracte fins al 2025.